# Inmigración japonesa en Brasil

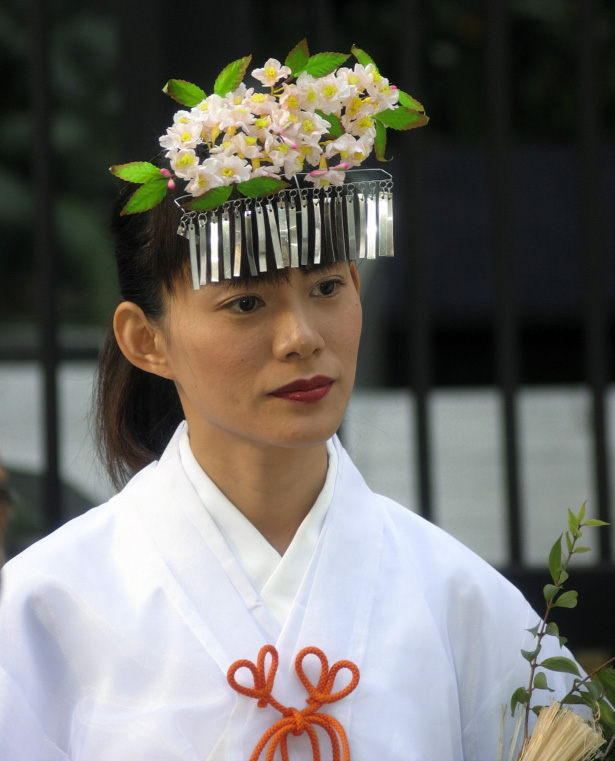
Joven brasileña de ascendencia japonesa durante una celebración sintoísta en Curitiba.

La inmigración japonesa en Brasil comenzó a inicios del siglo XX, como un acuerdo entre el gobierno japonés y el brasileño, pues Japón vivía desde fines del siglo XIX una crisis demográfica, mientras Brasil necesitaba  mano de obra para los trabajos en los  cafetales.
La población japonesa de Brasil está estimada en 2 millones de descendientes, y constituye la mayor población nipona fuera de Japón en el mundo, le siguen Estados Unidos y Perú. Del total, un 12% son nacidos en Japón (issei) y el resto está dividido entre nissei (hijos de japoneses), sansei (nietos), yonsei (bisnietos) y demás. Actualmente, el término nikkei es el más adecuado para denominar a los japoneses y a sus descendientes.

## El comienzo

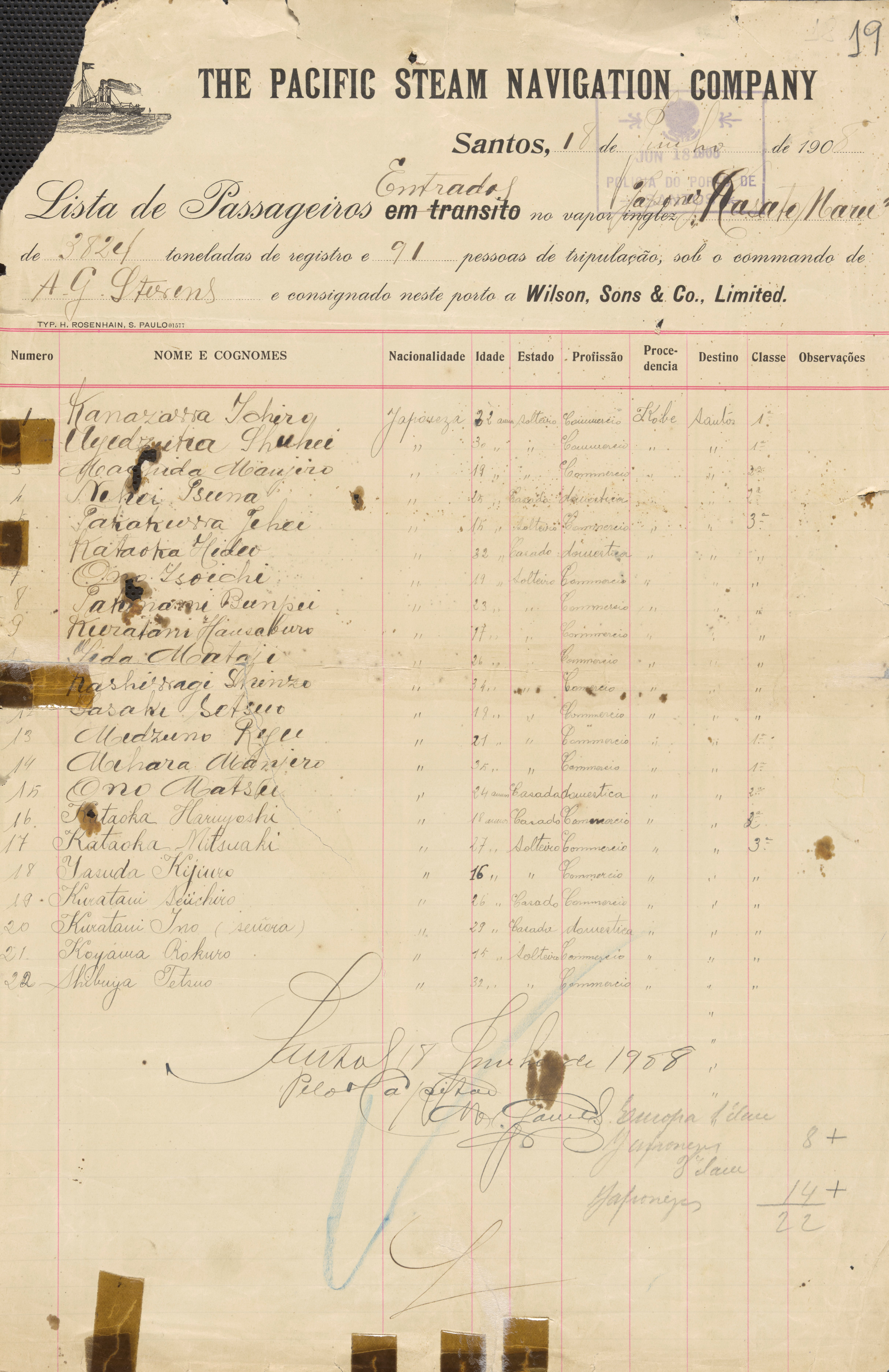
Primera página de la lista de pasajeros del barco Kasato Maru trayendo a los primeros inmigrantes japoneses a Brasil, 1908.

El primer navío que llegó a Brasil con inmigrantes japoneses fue el Kasato Maru, el 18 de junio de 1908, que atracó en el puerto de Santos. Traía consigo 165 familias, que venían a trabajar en cafetales del oeste paulista. Una parte de este grupo continuó hacia Argentina (Ver Café El Japonés para testimonios comprobados de familias que continuaron a Argentina).
En los primeros siete años, llegaron otras 3.434 familias (14.983 personas). Al comenzar la Primera Guerra Mundial (1914), se intensificó la inmigración: entre 1917 y 1940, llegaron 164 mil japoneses a Brasil. El 75% se estableció en São Paulo, donde ya existían colonias y barrios japoneses.
Cerca del 85% de los inmigrantes japoneses tenía la intención de enriquecerse en Brasil y regresar a Japón. No obstante, el enriquecimiento rápido en tierras brasileñas era un sueño casi imposible de alcanzar. Los japoneses, en su mayoría, trabajaban en plantaciones de café en el interior de São Paulo y posteriormente en el norte de Paraná. Otros fueron a trabajar en la explotación del caucho en Amazonia, o en Pará, en las plantaciones de pimienta que ellos mismos habían traído. La mayor parte de ellos eran campesinos pobres, oriundos de las provincias del Sur y del Norte de Japón.

## Problemas de los emigrados japoneses
El inmigrante japonés era visto con cierta desconfianza por parte del gobierno brasileño, que tenía preferencia por los europeos. A finales del siglo XIX, se impidió la entrada a grupos de inmigrantes chinos en Brasil, para dar preferencia a los inmigrantes italianos. Los primeros grupos de japoneses se encontraron en Brasil con una cultura muy diferente, con hábitos alimentarios, religión, clima, ropas y paisajes muy distintos a los suyos. La adaptación fue dolorosa y una buena parte intentó por varias vías regresar a Japón. El gobierno y los hacendados hacían lo posible por impedírselo, obligándolos a cumplir sus contratos en las labores de café. Fue así que muchos japoneses huían de las haciendas, se rebelaban contra los hacendados y se negaban a trabajar.
Los problemas continuos hicieron que el gobierno brasileño cancelara la inmigración nipona. Sin embargo, con el estallido de la Primera Guerra Mundial, se prohibió a los japoneses emigrar a los Estados Unidos, y eran mal recibidos en Australia y en Canadá. Brasil se convirtió en uno de los pocos países del mundo que comenzó a aceptar inmigrantes de Japón tras la contienda.

## La gran inmigración japonesa
Con el fin de la guerra, el flujo de inmigrantes japoneses en Brasil creció considerablemente. El gobierno japonés comenzó a incentivar la salida para Brasil por diversos motivos: el campo y las ciudades japonesas estaban super pobladas, causando pobreza y desempleo y el gobierno quería implementar la expansión de la etnia japonesa a otros lugares del mundo, así como enraizar la cultura japonesa en América, comenzando por Brasil.
La mayor parte de los inmigrantes llegaron a Brasil en el decenio 1920-1930. Estos no trabajarían solamente en el cultivo del café, sino que desarrollarían las plantaciones de frutilla, té y arroz en Brasil.

## Los inmigrantes durante la Segunda Guerra Mundial
En la década de 1930, Brasil ya abrigaba la mayor población japonesa fuera del archipiélago. Con el comienzo de la Segunda Guerra Mundial, la inmigración de japoneses cesó por completo y sólo volvió a crecer al término de la misma. Sin embargo, Brasil le había declarado la guerra a Japón y la inmigración fue prohibida. Los inmigrantes ya establecidos comenzaron a ser perseguidos por el gobierno brasileño. El presidente Getúlio Vargas prohibió el uso de la lengua japonesa en territorio brasileño, y cualquier manifestación que simbolizase la cultura nipona era considerada ilegal. Muchos de los inmigrantes que vivían en el litoral de São Paulo fueron obligados por el gobierno a mudarse para el interior del Estado, porque se temía que Japón pudiese atacar utilizando la ayuda de los japoneses acantonados en el litoral. El principal problema durante la Segunda Guerra Mundial fue el movimiento conocido como Shindo Renmei.

## Shindo Renmei
Durante la Segunda Guerra Mundial, algunos japoneses radicales protestaban contra la posición brasileña en la guerra y esparcían panfletos pidiendo la destrucción del cultivo de seda (usada en la confección de paracaídas) y de menta (el mentol aumentaba la potencia de la nitroglicerina y era usado para enfriar motores).
La mayor parte de los 200 mil inmigrantes no aceptaron la derrota de 1945, fue así que la colonia japonesa en Brasil se dividió entre "derrotistas" (makegumi), menos del 20% de la población, y los "victoriosos" (kachigumi).
El coronel retirado Junji Kikawa fundó poco después del fin de la guerra la organización secreta Shindo Renmei ("liga del camino de los súbditos", en japonés), para impedir que las "falsas noticias sobre la derrota" se hicieran públicas, además de tratar de matar a todos los "derrotistas", también conocidos como "Corazones Sucios" (que bautizó un libro sobre esta organización escrito por Fernando Morais y lanzado en 2001).
Dicha organización pretendía propagar por todo Brasil la idea de que Japón no había perdido la guerra y que esto no era otra cosa que un invento de los Estados Unidos para debilitar al Japón. Los inmigrantes japoneses eran fieles al Emperador de Japón, Hirohito, y gran parte de ellos se hizo miembro de la organización. 
El Shindo Renmei persiguió a los japoneses que creían que realmente el país había perdido la guerra, y llegó a matar a 23 personas entre 1946 y 1947. La organización fue desmembrada cuando el gobierno brasileño, después de interrogar 30 mil personas, aprehendió a 300 y envió a 80 de regreso a Japón.

## Sincretismo de los japoneses en Brasil

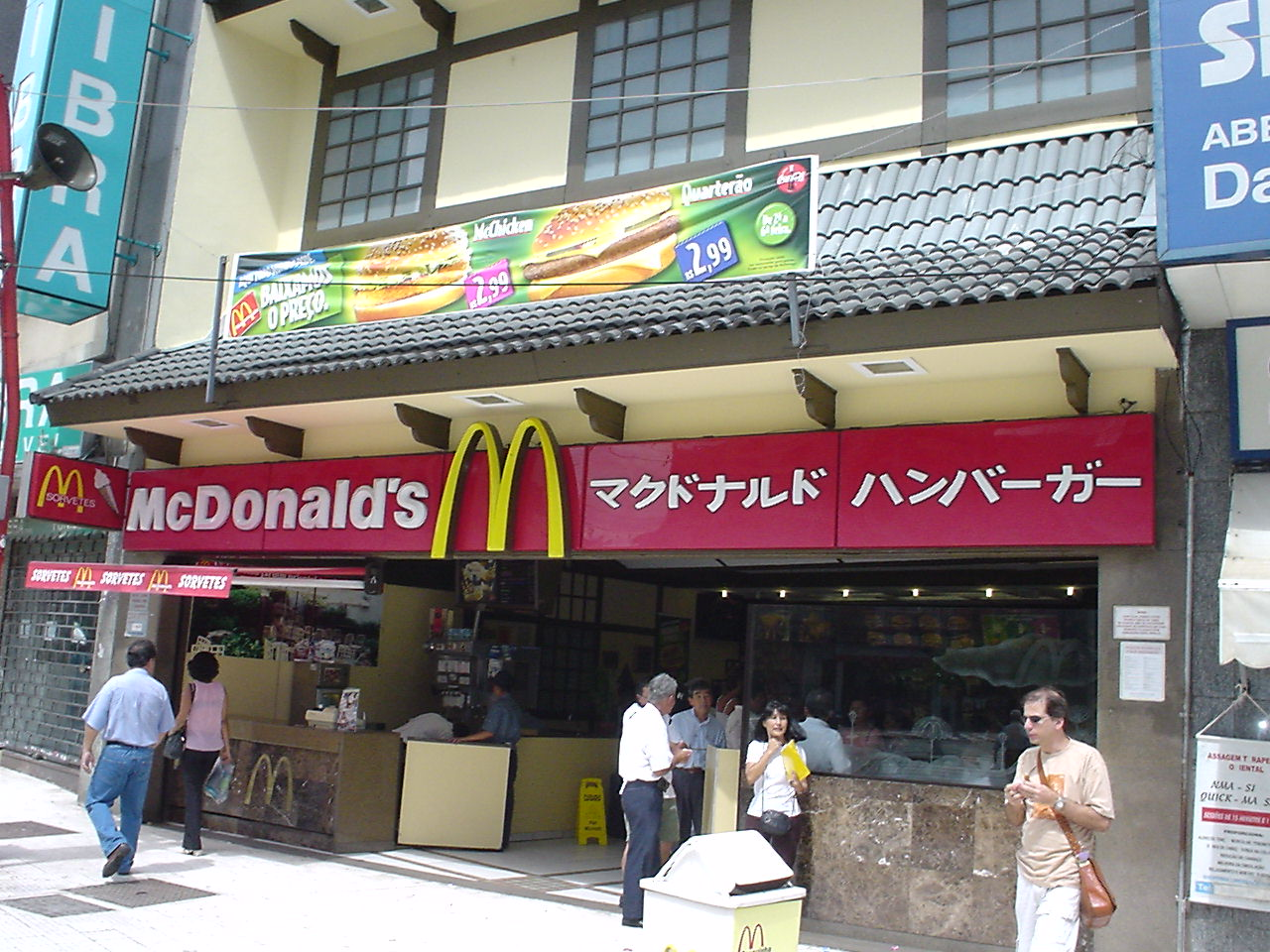
McDonald's en Liberdade, São Paulo con letreros en japonés.

Los inmigrantes japoneses y sus hijos nacidos en Brasil permanecieron en una comunidad cerrada durante algunas décadas. En el campo, e incluso en la misma ciudad de São Paulo, se habían ido agrupando en barrios como el de Liberdade, donde formaron colonias que recreaban el ambiente que habían dejado atrás en Japón. Esta situación, sin embargo, comenzó a cambiar a partir de la tercera generación nacida en Brasil. El fenómeno surgió entre los nietos de japoneses, que no se sentían realmente japoneses, pues eran criados dentro del ámbito cultural brasileño y deseaban permanecer definitivamente en Brasil. Actualmente, apenas un 10% de los brasileños hijos o nietos de japoneses sabe hablar japonés. Los matrimonios fuera de la colonia japonesa también se convirtieron en un fenómeno común a partir de la década de 1970. Actualmente, cerca del 30% de los nipo-brasileños es fruto de una relación entre un japonés y un no japonés.

## El fenómeno Dekassegui
Actualmente viven en Japón cerca de 270.000 brasileños, la mayoría de los cuales son dekaseguis (brasileños de ascendencia japonesa). La comunidad brasileña en Japón es la tercera mayor fuera de Brasil y a su vez, es la tercera comunidad inmigrante en Japón, apenas superada por los coreanos y los chinos.
Desde mediados de los 80, se ha producido una auténtica inversión del flujo migratorio: son los brasileños descendientes o cónyuges de japoneses los que van al Japón en búsqueda de mejores oportunidades de vida. El proceso se inició en la segunda mitad de la década de 1980, cuando la necesidad de atraer mano de obra para la rápida expansión económica japonesa llevó al gobierno a crear leyes para facilitar la entrada de trabajadores. En 1990 se dictó la Ley de Control de Inmigración, que permitió que japoneses y sus cónyuges o descendientes hasta la 4.ª generación pudieran ejercer cualquier actividad legalmente por un periodo relativamente largo. Por otro lado, la crisis brasileña (alta inflación, deuda externa galopante e inestabilidad política) ha llevado a la población (principalmente a los más jóvenes) a buscar mejores alternativas de vida en otros lugares (Europa, Estados Unidos, Canadá, Australia y en el caso de los descendientes de japoneses, en Japón).

### Emisoras brasileñas con cadenas japonesas
- TV Brasil - Rede Cultura = NHK.
- Rede Globo = TV Tokyo.
- Rede Bandeirantes = TV Asahi.
- SBT = Fuji Television.
- Rede Record = Nippon Television.
- RedeTV! = TBS.
- Rede Gazeta = TV Aichi.

## Nipo-brasileños destacados
- Kim Kataguiri, político
- Sabrina Sato, actriz
- Juliana Imai, modelo
- Daniele Suzuki, actriz y presentadora de TV
- Fernanda Takai, cantante
- Lisa Ono cantante
- Luiz Gushiken, político
- Aline Nakashima, modelo
- Juniti Saito, militar
- Mitsuyo Maeda, judoca
- Hugo Hoyama jugador de tenis de mesa
- Bruna Takahashi jugadora de tenis se mesa
- Tomie Ohtake, artista, pintura y escultora
- Paulo Nagamura, futbolista
- Marcia Cibele Aoki, empresaria, esposa del exfutbolista Pelé
- Ryoki Inoue, denominado por el libro Guiness "el escritor más prolífico del mundo"
- Marcus Túlio Tanaka, futbolista
- Akihiro Saito, modelo
- Daniel Matsunaga, modelo
- Fabio Ide, modelo
- Lyoto Machida, luchador de artes marciales
- Pedro Ken, futbolista
- Daniel Shiraishi, jugador de futsal
- Igor Fraga, piloto de automovilismo y simracer